# Estación de Moncofar
Moncofar o Moncófar (en valenciano Moncofa)  es una estación ferroviaria situada en el municipio español de Moncófar en la provincia de Castellón, Comunidad Valenciana. Forma parte de la línea C-6 de Cercanías Valencia operada por Renfe.

## Situación ferroviaria
Las instalaciones se encuentran situadas en el punto kilométrico 47,9 de la línea férrea de ancho ibérico que une Valencia con San Vicente de Calders, a 15 metros de altitud sobre el nivel del mar. El trazado es de vía doble y está electrificado.

## Historia
Aunque se encuentra situada en el tramo Sagunto-Nules de la línea Valencia-Tarragona abierto al tráfico el 25 de agosto de 1862 por parte de la Sociedad de los Ferrocarriles de Almansa a Valencia y Tarragona o AVT, la estación no se abrió hasta el 11 de noviembre de 1922 por parte de Norte quien en 1891 se había hecho con AVT. En 1941, tras la nacionalización del ferrocarril en España la estación pasó a ser gestionada por la recién creada RENFE. 
Desde el 31 de diciembre de 2004 Renfe Operadora explota la línea mientras que Adif es la titular de las instalaciones ferroviarias.
El 24 de octubre de 2008 la rotura de una rueda de un tren de mercancías que cubría la ruta Silla-Tarragona/Bilbao supuso el descarrilamiento del convoy cerca de la estación de Moncofar. 6 de los 15 vagones de la composición volcaron haciendo imposible el uso de las dos vías principales. Si bien el maquinista del tren solo resultó herido leve el aparatoso accidente afectó a un centenar de trenes y supuso la interrupción del tráfico entre Valencia y Barcelona durante casi un día.

## La estación
Está situada junto a la N-340, entre Moncófar y Vall de Uxó. El edificio de viajeros es un recinto moderno y funcional, de planta baja y disposición lateral a las vías. Cuenta con dos vías principales (vías 1 y 2), y cinco derivadas (vías 3, 4, 6, 8 y 10). De ellas las vías 1, 2, 3 y 4 tienen acceso tres andenes, uno lateral y dos centrales. En el exterior existe un aparcamiento habilitado.  

## Servicios ferroviarios

### Cercanías
Los trenes de cercanías de la línea C-6 realizan parada en la estación.
| procedencia/destino | < estación | Línea | estación >       | destino/procedencia   |
| ------------------- | ---------- | ----- | ---------------- | --------------------- |
| Valencia-Norte      | Chilches   |       | Nules-Villavieja | Castellón de la Plana |